# ロトとその娘たち (クラナッハの絵画)
『ロトとその娘たち』（ロトとそのむすめたち、独: Lot und seine Töchter、英: Loth and His Daughters）は、ドイツ・ルネサンス期の画家ルーカス・クラナッハ (父) の工房が1528年に菩提樹板の上に油彩で制作した絵画である。画面下部左側に、クラナッハの署名代わりの翼のあるヘビの徽章が記されている。絵画は『旧約聖書』の「創世記」 (19:1-29) にあるロトの逸話を主題としている。17世紀初頭にレオポルト・ヴィルヘルム・フォン・エスターライヒのコレクションに収められていた作品で、現在はウィーンの美術史美術館に所蔵されている。なお、クラナッハの工房は、数多くの『ロトとその娘たち』を制作したことが文書資料からわかっているが、そのうちの7点ほどが現存しており、それらは本作とわずかな違いしかない。本作は、それらの作品の中で最も早い年記を持っている。

## 作品

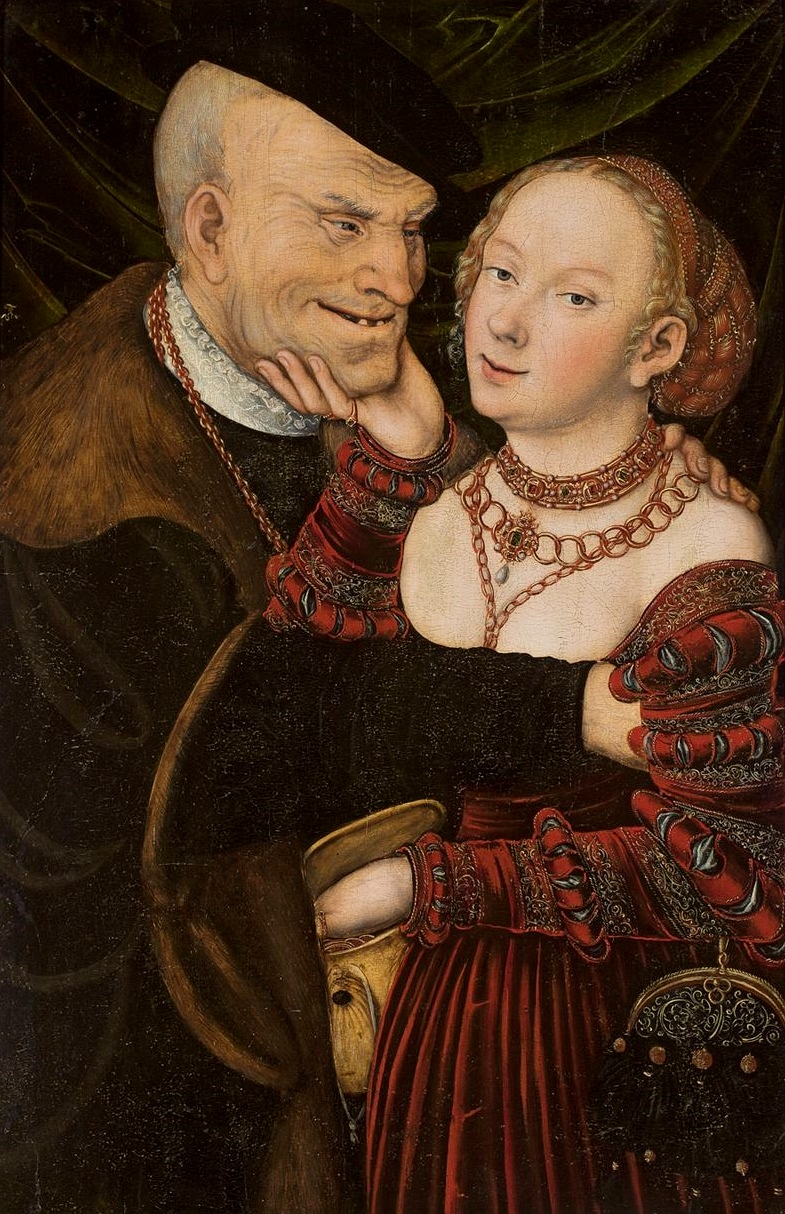
ルーカス・クラナッハ (父) 『不釣り合いなカップル』 (1550年)、74.5 x 48.5センチ、ワルシャワ国立美術館

「創世記」の記述によると、ソドムとゴモラの町は悪徳と淫乱に満ちていた。ロトが移り住んでいたソドムは男色がはびこっていたため、神はゴモラとともに滅ぼそうとした。それを聞いたアブラハムはロトを救うために必死で神と交渉する。神は、ソドムを滅ぼす前に2人の天使を派遣して、様子を見ることにした。
ロトに歓待された天使たちは、彼に神がソドムを滅ぼそうとしているので、すぐ脱出しなくてはならないことを告げる。そして、ロトとその妻、娘たちに脱出する際、決して後ろを振り返ってはならないと忠告した。ロットの家族がソドムを去ると、神は硫黄と火をソドムとゴモラに降らせ、2つの町を焼き尽くした。この時、ロトの妻だけは後ろを振り返ってしまったので、塩の柱となってしまう。ロトと2人の娘たちは山の洞窟に身を寄せ、なんとか生き延びることができた。その後、ロトの娘たちは子孫が絶えることを危惧して、それぞれ父親を酔わせて交わり、彼の子供を産んだ。
画面上部には焼けているソドムの町が見え、町の手前の右端には塩の柱となったロトの妻が立っている。妻の左下には、ロトと娘たちが逃げている姿が描かれている。画面手前では、全人類が滅亡してしまったと思い込んだ娘たちが父のロトにワインを飲ませているところである。彼女らは父の意識を朦朧とさせ、近親相姦によって子供をなそうとしている。
当時、人気のあった「ロトとその娘たち」という主題は、クラナッハが描いた「女のたくらみ」を表す絵画の系譜に属すとともに、画家が1530年代になってから関心を向け始めた「不釣り合いなカップル」という主題の表現ときわめて近い関係にある。「不釣り合いなカップル」の作品群は、異なる年齢の登場人物たちが性的な衝動に駆られた姿がまざまざと描写される。本作でも、不器用で愚純ともいえる老人と、豪奢に着飾った若い女という「不釣り合いなカップル」が表されている。しかし、この物語を通じて、クラナッハがことさら強調しているのは、深酒への警告であろう。彼が親しかった宗教改革者マルティン・ルターも同様に、過度な飲酒に対して繰り返し注意を促している。